# オリオン・ビアフェスト
オリオン・ビアフェストは、オリオンビールが主催するイベントで、旧暦におけるお盆の翌週の土日に、全島エイサー祭りと日時を同じくして沖縄県沖縄市で行われるビール祭。コザ運動公園で行われている。入場無料で県内有名アーティスト（プロ、アマ）のステージも催される。以前は8月に奥武山公園（那覇市）でも開催されていた。
沖縄本島の他に、宮古島、石垣島でも、それぞれ毎年7月に開催される。また、県外地方の沖縄物産展で設置されるビアガーデンの名前が「オリオン・ビアフェスト」になることも多い。

## オリオン・ビアフェスト in コザ
会場となるコザ運動公園サブグラウンドには、オレンジ色のビールケースが一杯に並べられ座席として利用される。

### 過去の出演アーティスト
- りんけんバンド
- MAX
- ディアマンテス
- ジョニー宜野湾
- カチンバ1551
- ルビエス
- BEGIN
- 下地勇
- 新良幸人＆パーシャクラブ
- しゃかり
- D-51
- THE WALTZ
- 池田卓
- All Japan Goith
- ZUKAN